# Tyska kyrkans tornur

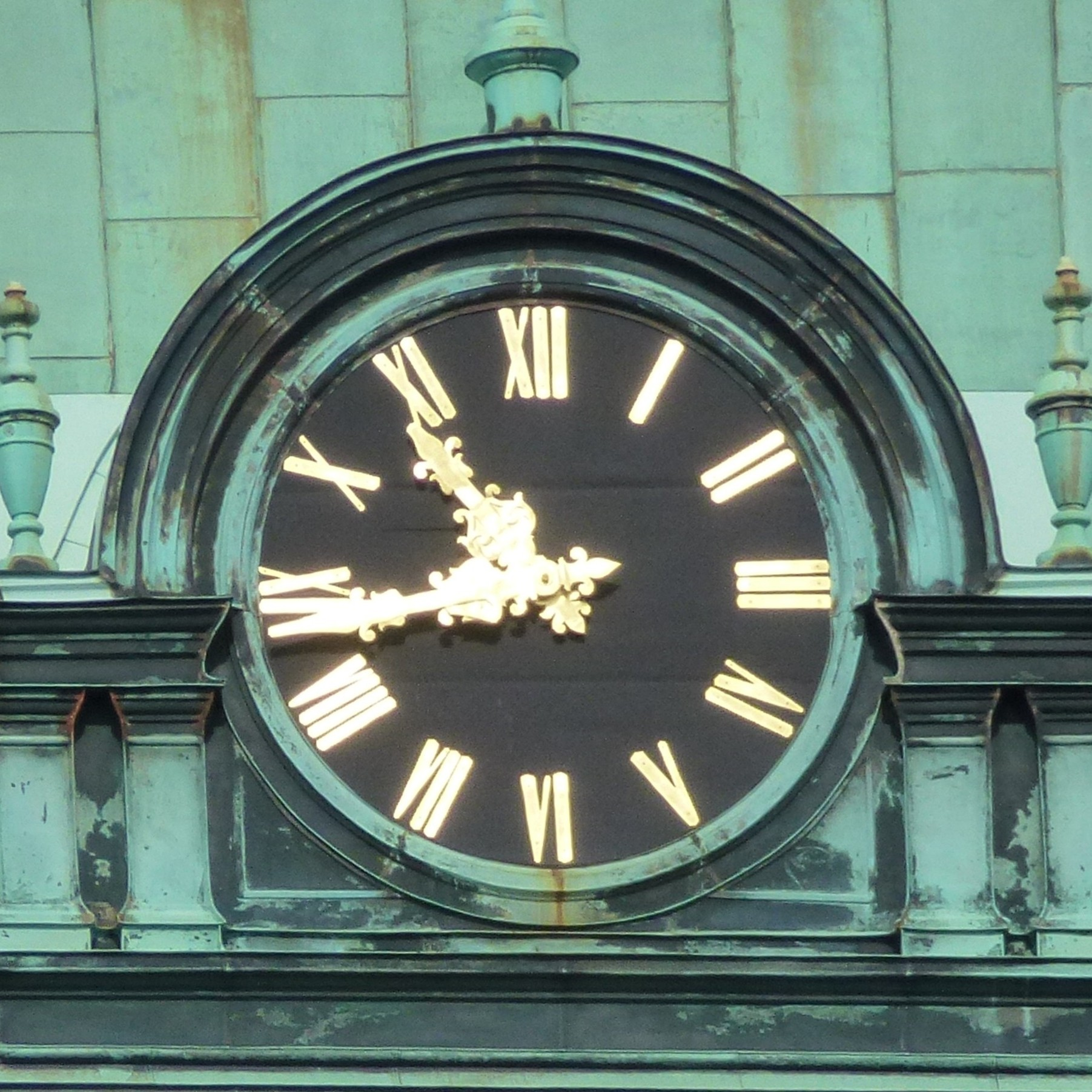
Tyska kyrkans tornur

Tyska kyrkans tornur finns i S:ta Gertruds kyrka (allmänt kallad Tyska kyrkan) i Gamla stan i Stockholm. Med kyrkans centrala läge och tornets höga höjd, 96 meter över marken, syns uret över stora delar av Stockholms innerstad.

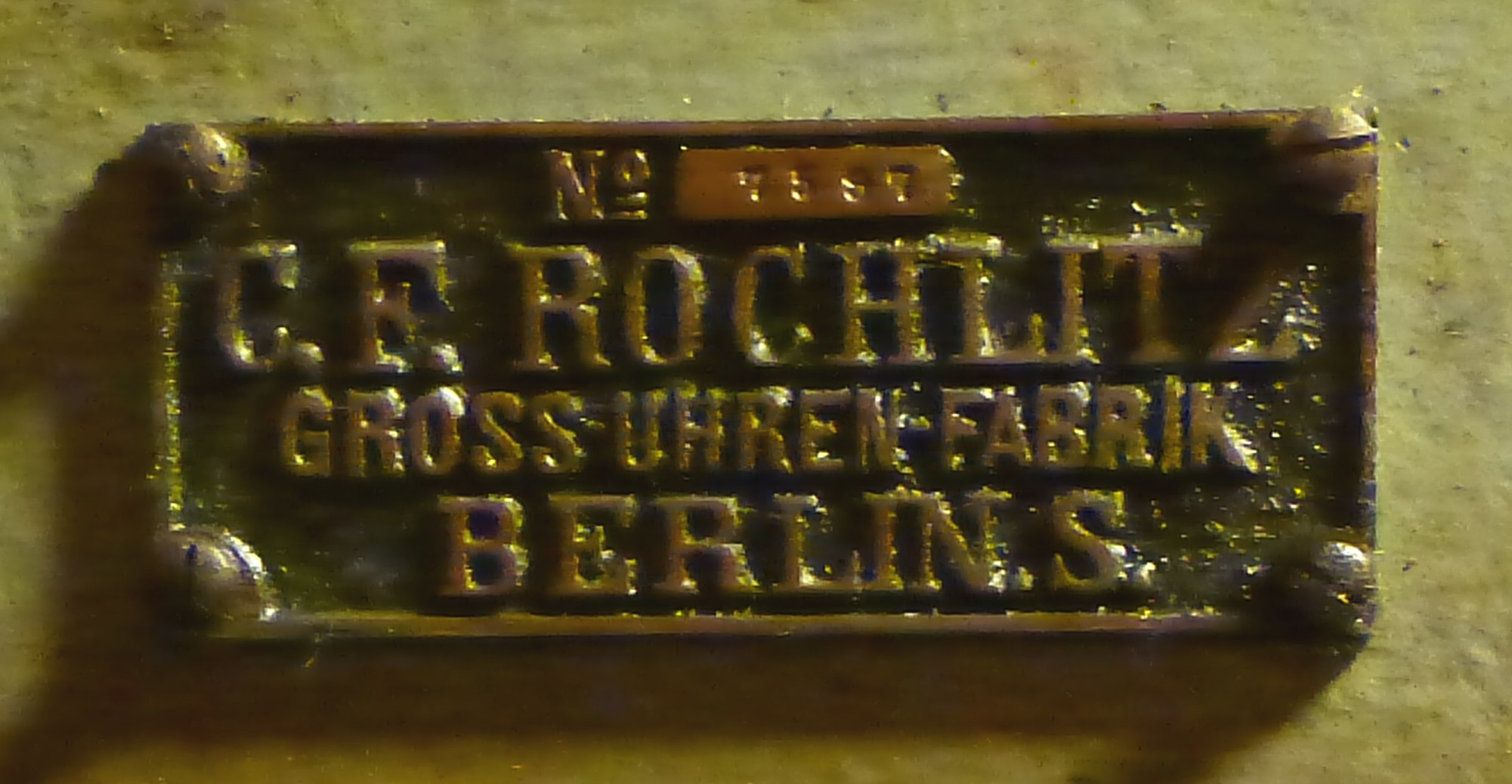
Typskylt.

Nuvarande urverk drivs elektriskt och installerades av törebodaföretaget Westerstrand & Söner. Det gamla verket drevs av ett tungt lod som måste dras upp med jämna mellanrum. Kyrkans äldre urverk är bortkopplat men står kvar. Det levererades på 1880-talet av den tyska firman C.F. Rochlitz Gross-Uhren-Fabrik Berlin S. efter att tornet hade drabbats av en eldsvåda 1878 och nyuppfördes därefter. C.F. Rochlitz grundades redan 1824 i Berlin och finns fortfarande kvar som en av Tysklands restauratörer av tornur och stora urtavlor.
Uret styr kvarts- och timslag och varje dag även ett automatiskt klockspel som består av 24 slagklockor, donerad 1878 av riksgrevinnan Wilhelmina von Hallwyl. Klockspelet spelar olika melodier fyra gånger varje dag, bland dem "Nun danket alle Gott" och "Lobe den Herren". För att alla fyra ur (ett i varje väderstreck) skall gå synkront drivs samtliga genom drivaxlar och en visarväxel av ett och samma urverk. Det innebär även att samtliga fyra ur visar fel eller stannar om verket skulle krångla.
Urtavlorna och urverket är placerade i den kopparklädda tornhuven, strax ovanför kyrkans fyra huvudklockor. Varje urtavla består av svartmålad kopparplåt med förgyllda visare och siffror. Urtavlans olika tal från 1 till 12 anges med romerska siffror, där "IV" återges korrekt samt att siffrorna "IV" till "VIII" är rättvända. På de flesta andra urtavlor med romerska siffror visas "4" med fyra streck, alltså "IIII" samt att siffrorna "V" till "VIII" står upp-och-ner.

## Bilder

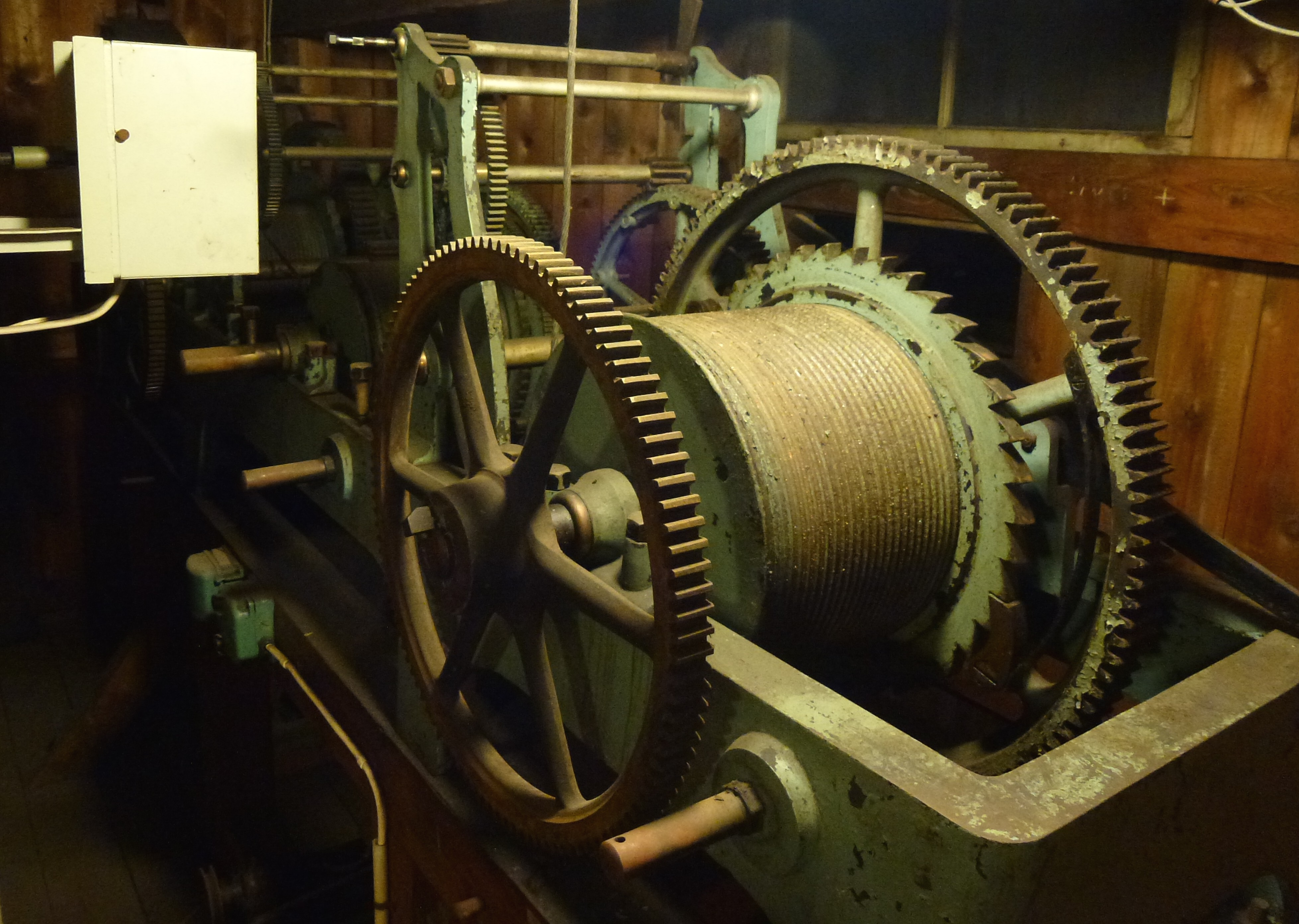
Det gamla urverket med lintrumman för lodet närmast
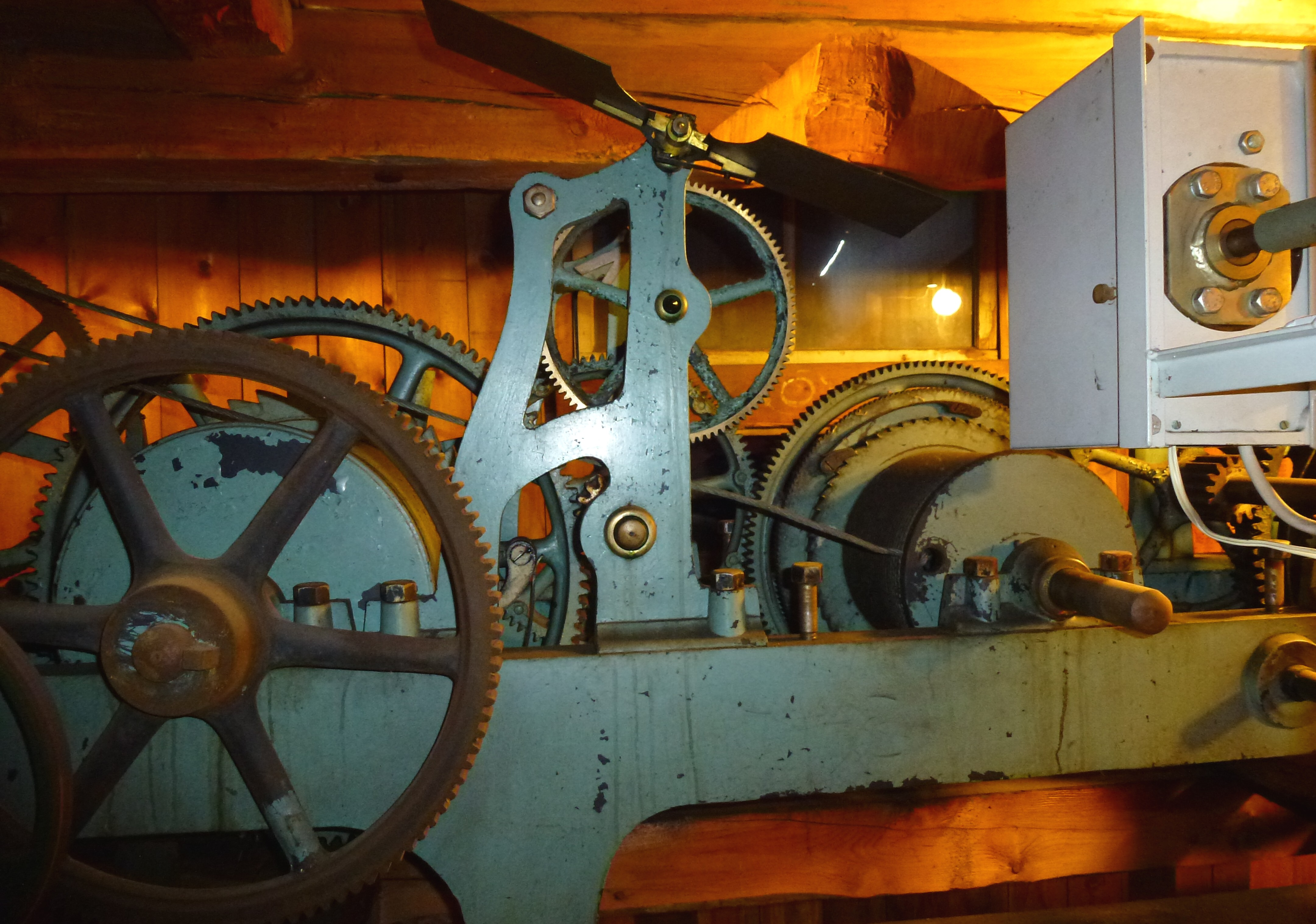
Uppe till höger syns det elektriska verket (den gråa lådan)
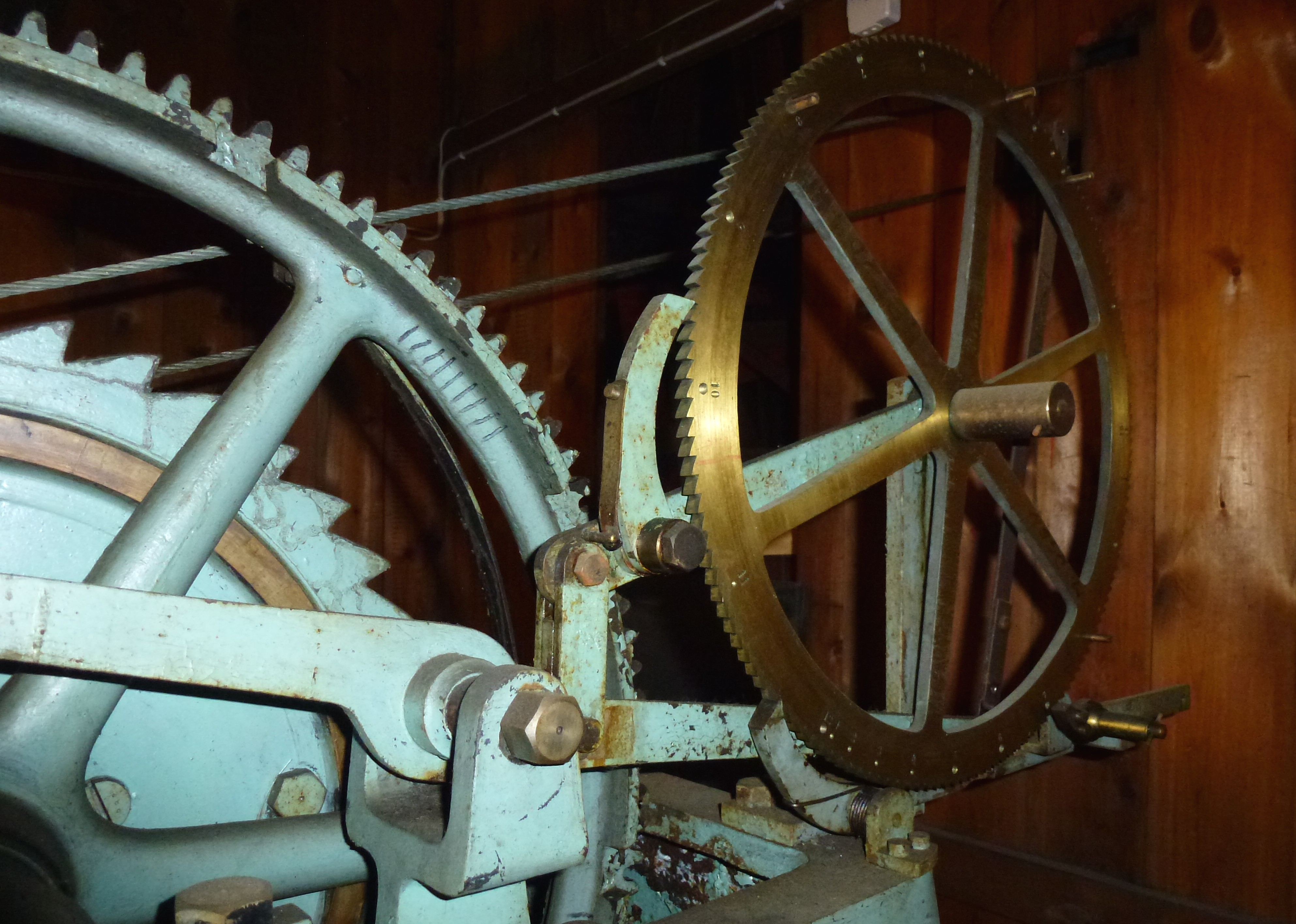
Mässinghjulet som styrde klockslagen
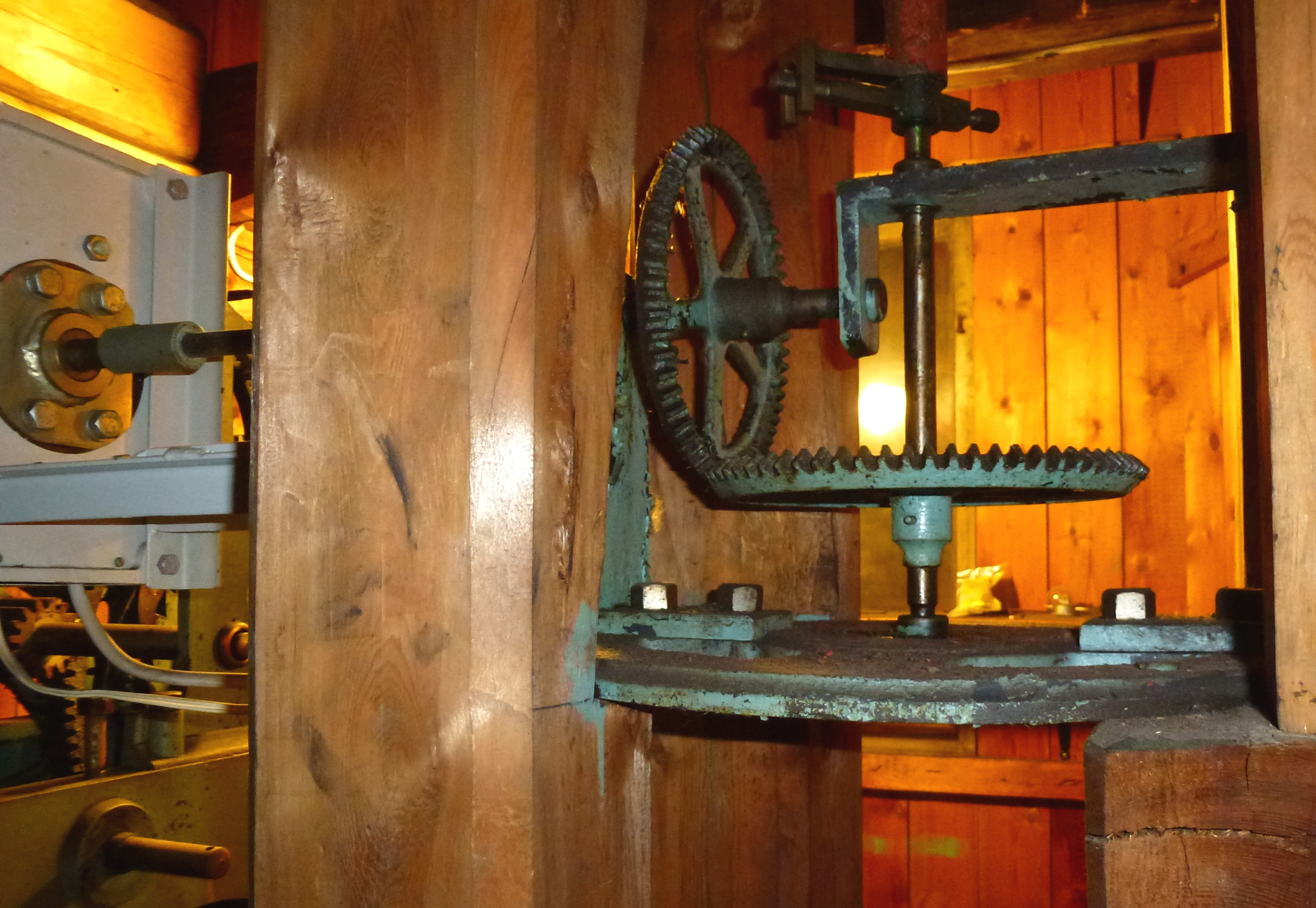
Visarväxlaren, t.v. syns nuvarande elektriska urverket